# Acanthurus leucopareius
Acanthurus leucopareius là một loài cá biển thuộc chi Acanthurus trong họ Cá đuôi gai. Loài cá này được mô tả lần đầu tiên vào năm 1903.

## Từ nguyên
Danh pháp của loài cá này, leucopareius, trong tiếng Latinh có nghĩa là "má trắng", ám chỉ dải sọc trắng ở trên đầu, ngay sau mắt của chúng.

## Phạm vi phân bố và môi trường sống
A. leucopareius có phạm vi phân bố tập trung chủ yếu ở những vùng biển thuộc các đảo quốc và quần đảo trên Thái Bình Dương. Từ vùng biển phía đông bán đảo Lôi Châu và đảo Hải Nam, loài cá này được ghi nhận dọc theo bờ đông nam Trung Quốc, trải dài đến đảo Đài Loan, ngược lên phía bắc đến quần đảo Ogasawara và vùng biển phía nam Nhật Bản; mở rộng phạm vi đến đảo Minami Tori-shima, quần đảo Hawaii và quần đảo Mariana; ở Trung Thái Bình Dương, A. leucopareius được tìm thấy ở ngoài khơi New Caledonia, quần đảo Cook, Polynesia thuộc Pháp, quần đảo Pitcairn và đảo Phục Sinh.
A. leucopareius sống gần các rạn san hô và đá ngầm, nhất là ở những khu vực có nhiều đá cuội, ở độ sâu đến 85 m.

## Mô tả
Chiều dài cơ thể tối đa được ghi nhận ở A. leucopareius là 25 cm. Loài cá này có một mảnh xương nhọn chĩa ra ở mỗi bên cuống đuôi tạo thành ngạnh sắc, là đặc điểm của họ Cá đuôi gai.
Cơ thể của A. leucopareius có màu nâu, sẫm hơn ở vùng đầu, với các vân sọc ở hai bên thân. Có một dải trắng nổi bật gốc vây lưng băng xuống nắp mang; phía sau dải trắng là một dải nâu rất sẫm băng xuống gốc vây ngực. Cuống đuôi có một dải trắng bao quanh. Vây đuôi hơi lõm, có màu vàng nâu. Vây lưng và vây hậu môn có viền màu xanh ánh kim.
Số gai ở vây lưng: 9; Số tia vây ở vây lưng: 25 - 27; Số gai ở vây hậu môn: 3; Số tia vây ở vây hậu môn: 23 - 25.

## Sinh thái
Thức ăn của A. leucopareius là các loại tảo sợi. Chúng thường bơi thành đàn lớn, lấn qua lãnh thổ của những đàn cá thia biển và cá đuôi gai khác. Chúng thường lẫn mình vào đàn của Acanthurus triostegus khi kiếm ăn.

## Đánh bắt
A. leucopareius là một thành phần của ngành thương mại cá cảnh. Loài này có giá dao động từ 169,95 đến 399,95 USD một con.